# Kunětice
Kunětice (deutsch Kunietitz) ist eine Gemeinde in Tschechien. Sie liegt fünf Kilometer nordöstlich des Stadtzentrums von Pardubice und gehört zum Okres Pardubice.

## Geographie

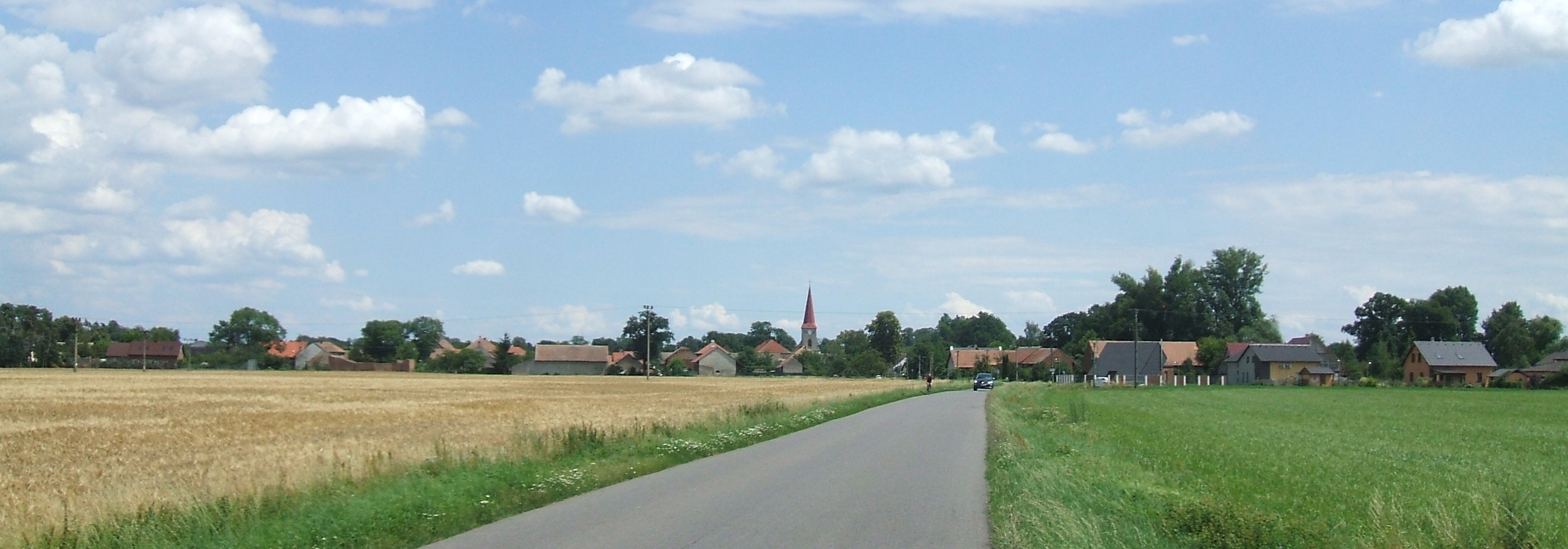
Ortsansicht

Kunětice befindet sich rechtsseitig der Elbe in der Pardubická kotlina (Pardubitzer Becken). Nordwestlich erhebt sich die markante Kunětická hora (Kunietitzer Berg, 307 m n.m.) mit der gleichnamigen Burg.
Nachbarorte sind Kladivo, Dříteč und Dražkov im Norden, Lukovna und Choteč im Nordosten, Labská und Sezemice im Osten, Počaply im Südosten, Počapelské Chalupy, Spojil und Dubové návrší im Süden, Hůrka, Cihelna und Brozany im Südwesten, Ráby im Westen sowie Němčice im Nordwesten.

## Geschichte
Archäologische Funde belegen eine Besiedlung der Gegend seit der Jungsteinzeit. Reste der ältesten slawischen Siedlung stammen aus dem 8. Jahrhundert. Im Bereich der Kirche wurden Körpergräber mit bronzenen Ohrklemmen (záušnice) aus dem 11. Jahrhundert aufgefunden; dies deutet darauf hin, dass an ihrer Stelle bereits zu dieser Zeit eine hölzerne Kapelle stand. Es wird angenommen, dass das Dorf ursprünglich zu den Gütern der Kunburg gehörte.
Die erste schriftliche Erwähnung des Dorfes erfolgte 1353 als Besitz des Benediktinerklosters Opatowitz, die Burg war zu dieser Zeit bereits verlassen. Seit 1376 ist eine Pfarrkirche nachweislich. Nachdem das Kloster 1421 von den Hussiten unter Diviš Bořek von Miletínek geplündert und niedergebrannt worden war, bemächtigte sich dieser der ausgedehnten Besitzungen. Im Jahre 1436 überschrieb König Sigismund große Teile des ehemaligen Klosterbesitzes als Entlohnung seiner treuen Dienste in der Schlacht bei Lipan für 4500 Schock Böhmische Groschen an Diviš Bořek, der daraus die Herrschaft Kunburg bildete. Zum Ende des 15. Jahrhunderts erwarb Wilhelm von Pernstein die Herrschaften Pardubitz und Kunburg und vereinigte sie. 1521 vererbte Wilhelm von Pernstein seine böhmischen Güter seinem jüngeren Sohn Vojtěch, nach dessen Tod fielen sie 1534 seinem Bruder Johann zu. Johann von Pernstein hinterließ 1548 seinem Sohn Jaroslav hohe Schulden. Am 21. März 1560 veräußerte Jaroslav von Pernstein die gesamte Herrschaft Pardubitz an König Ferdinand I. Dessen Nachfolger Maximilian II. übertrug die Verwaltung der königlichen Herrschaften der Hofkammer. Während des Dreißigjährigen Krieges erlosch die Pfarrei Kunětice, die Kirche wurde zur Filialkirche der Pfarrei Sezemitz. Zum Ende des 18. Jahrhunderts wurde auf Rechnung des Religionsfonds in Kunětice eine Lokalie eingerichtet. Im Jahre 1788 wurde eine Schule eröffnet. 1792 brannte die Kirche aus.
Im Jahre 1835 bestand das im Chrudimer Kreis gelegene Dorf Kunietitz bzw. Kunětice aus 37 Häusern, in denen 300 Personen, darunter eine jüdische Familie, lebten. Unter dem Patronat des Religionsfonds stand die Filialkirche des hl. Bartholomäus, unter kaiserlichem Patronat die Schule. Kunietitz war Pfarrort für Raab, Niemtschitz, Srch, Sanddorf, Brozan, Alt-Hradischt und Neu-Hradischt; den Zehnt von den eingepfarrten Orten bezog jedoch der Sezemitzer Pfarrer. Bis zur Mitte des 19. Jahrhunderts blieb Kunietitz der k.k. Kameralherrschaft Pardubitz untertänig.
Nach der Aufhebung der Patrimonialherrschaften bildete Kunětice ab 1849 mit dem Ortsteil Ráby eine Gemeinde im Gerichtsbezirk Pardubitz. Ab 1868 gehörte die Gemeinde zum politischen Bezirk Pardubitz. 1869 hatte Kunětice 388 Einwohner und bestand aus 53 Häusern. Ráby wurde in den 1870er Jahren eigenständig. In den Jahren 1881–82 erfolgte der Bau eines neuen Schulhauses für den dreiklassigen Unterricht. Die Freiwillige Feuerwehr wurde 1885 gegründet. Im Jahre 1900 lebten in dem Dorf 361 Menschen, 1910 waren es 293. 1930 hatte Kunětice 319 Einwohner. Südlich des Dorfes führte eine Fähre über die Elbe. Der mit Sträuchern bepflanzte Platz bei der Fähre diente als Spielplatz und im Winter bei Überflutung als Eisbahn; die Elbe wurde im Sommer zum Baden genutzt. Die Elbfähre musste in den Sommermonaten regelmäßig ihren Betrieb einstellen; der Fluss konnte zu Fuß durchwatet werden, da er nur im mittleren Dritteln noch eine Wassertiefe von einem Meter aufwies. In der Nacht vom 21. Juni 1944 fielen bei alliierten Luftangriff auf die Industrieanlagen von Pardubitz auch Bomben auf Felder am Ortsrand von Kunětice. 1947 wurde die Elbfähre durch eine Bailey-Brücke ersetzt und damit eine Straßenverbindung nach Sezemice hergestellt. Im Jahre 1949 wurde Kunětice dem Okres Pardubice-okolí zugeordnet. Seit 1960 gehört die Gemeinde wieder zum Okres Pardubice. Die Badestelle an der neuen Elbbrücke verschlammte nach der Errichtung des Kraftwerks Opatovice, da der Fluss nun im Winter nicht mehr zufror und der abgesetzte Schlamm begraste. 1961 erfolgte die Eingemeindung nach Ráby. Gänzlich zum Erliegen kam das Flussbad mit dem Ausbau der Elbe als Wasserweg zur Beschiffung des Kraftwerkes Opatovice im Jahre 1975. Die Schule wurde 1982 geschlossen. Seit dem 24. November 1990 besteht die Gemeinde Kunětice wieder. Beim Zensus von 2001 lebten in den 88 Häusern von Kunětice 254 Personen.

## Gemeindegliederung
Für die Gemeinde Kunětice sind keine Ortsteile ausgewiesen.

## Sehenswürdigkeiten
- Burg Kunětická Hora

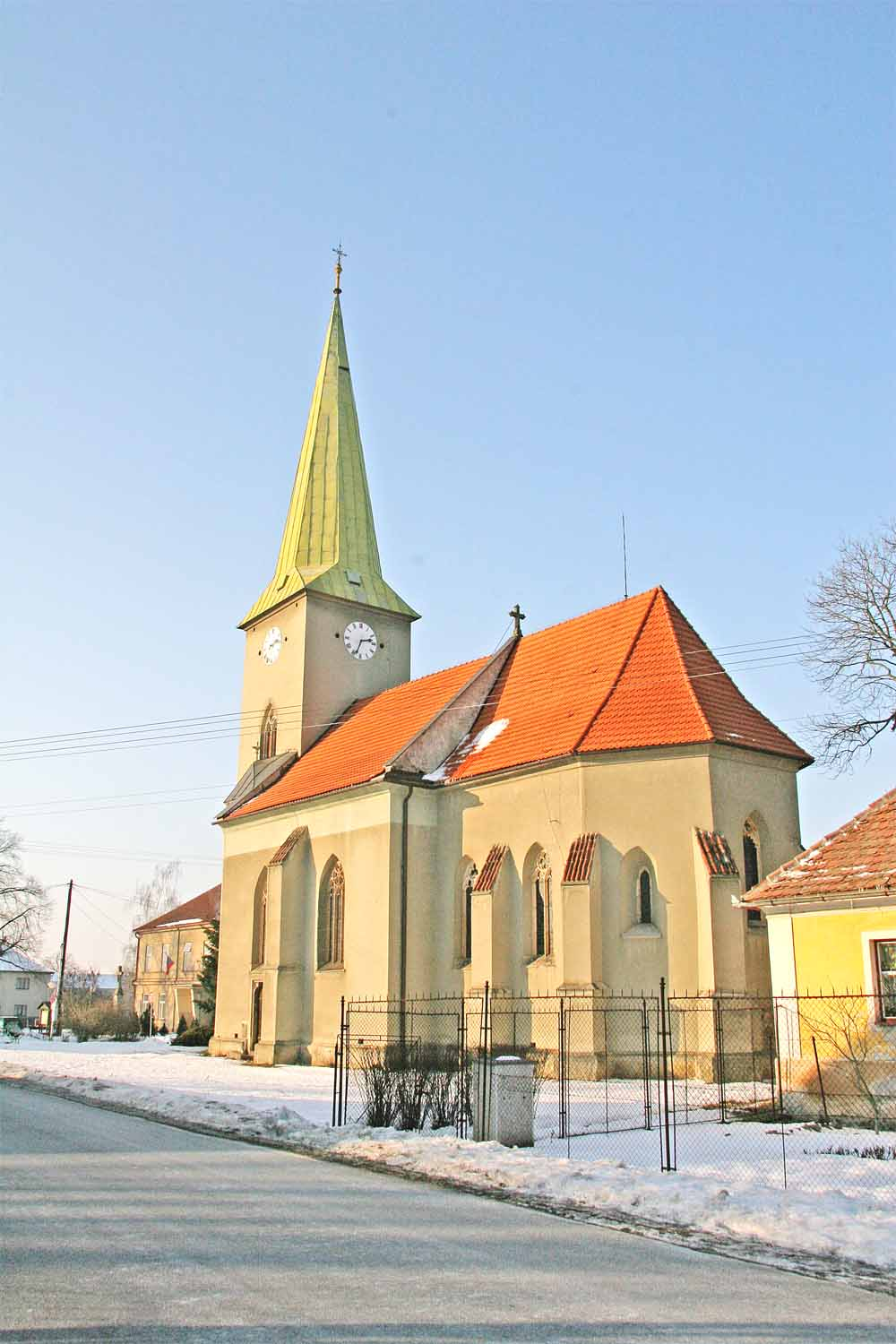
Kirche des hl. Bartholomäus

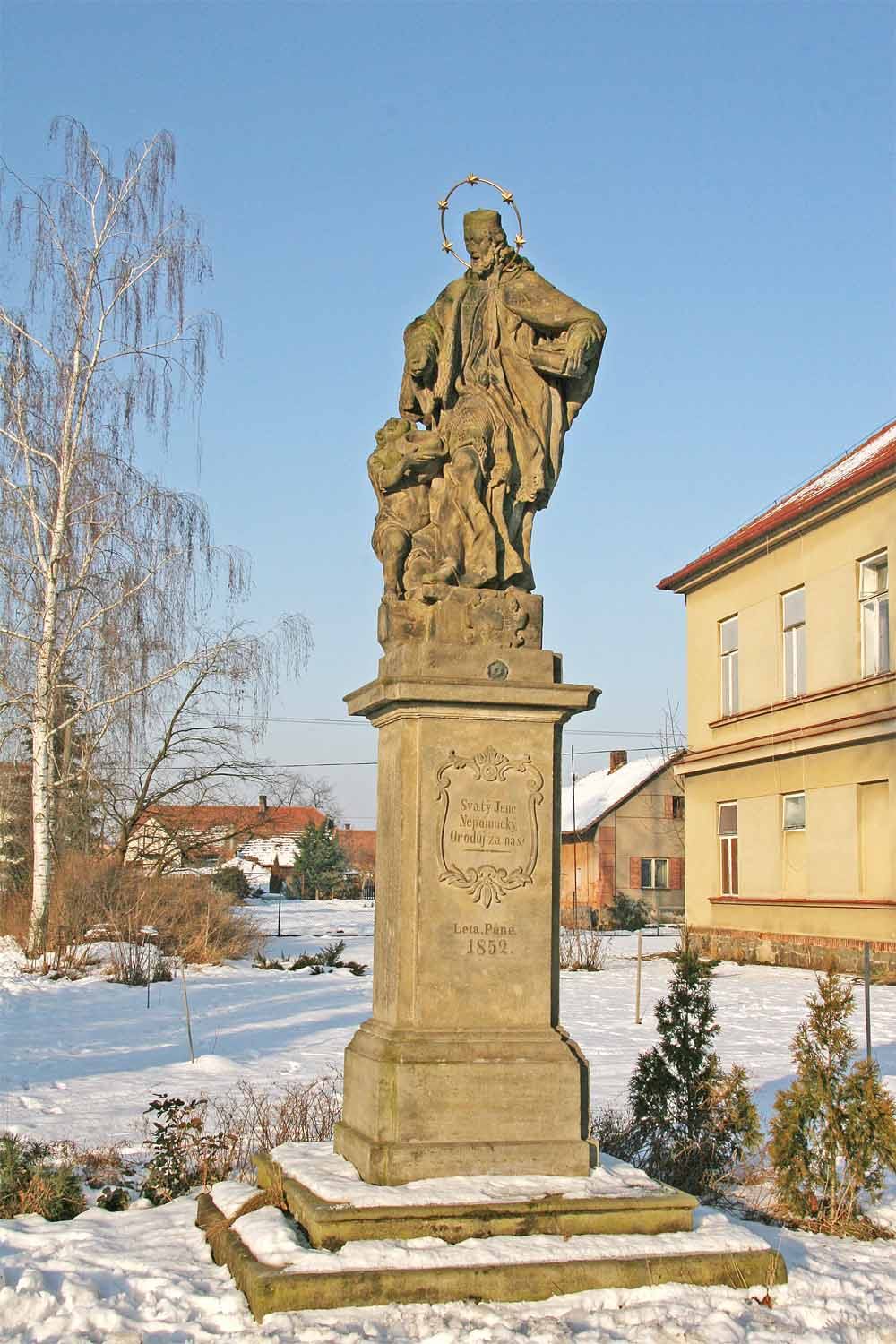
Statue des hl. Johannes von Nepomuk

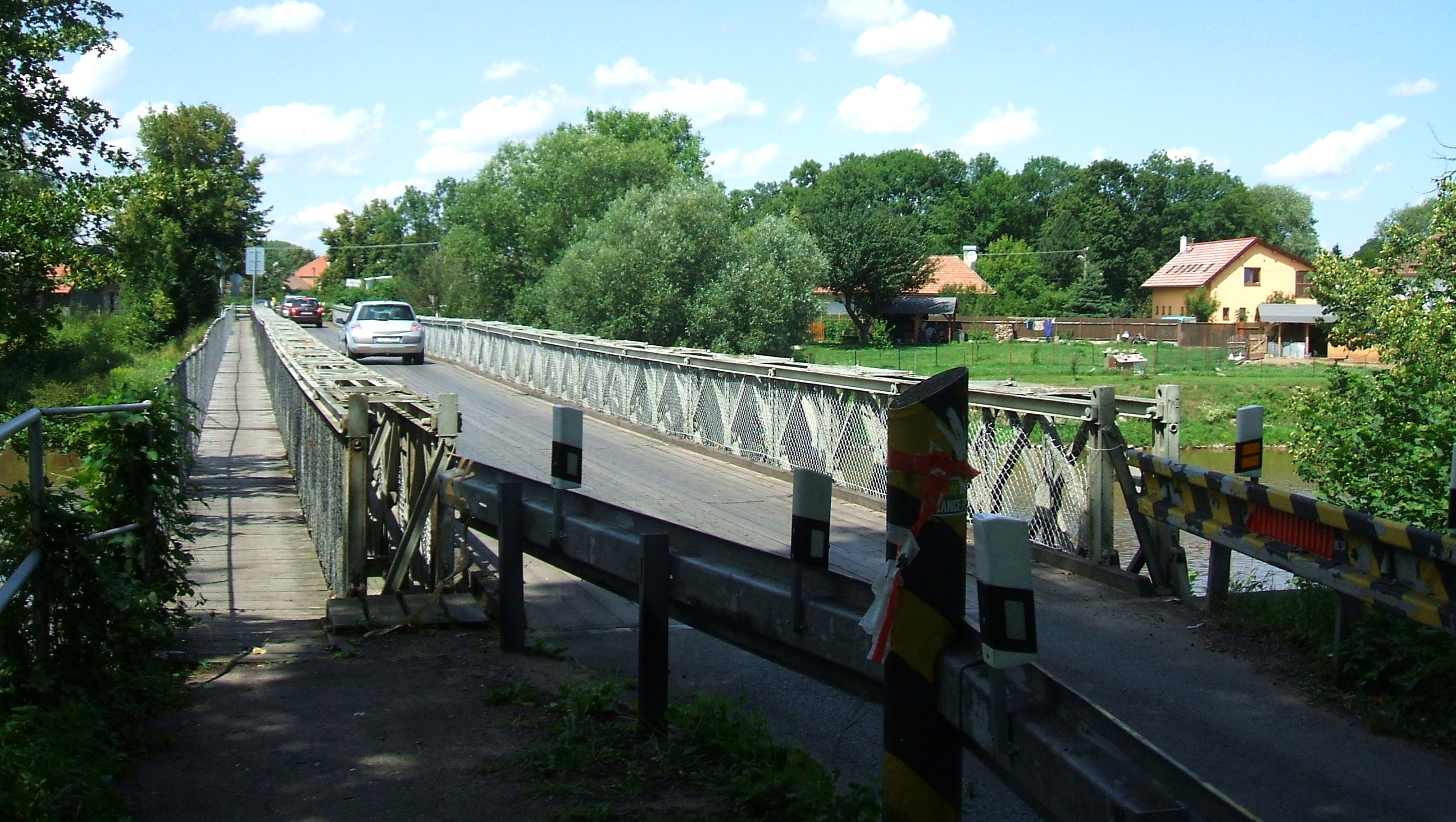
Elbbrücke

- Gotische Kirche des hl. Bartholomäus aus dem 15. Jahrhundert. Beim Wiederaufbau nach dem Brand von 1792 wurden die alten Grabtafeln zu Türschwellen und Bodenplatten verarbeitet, so dass deren Inschriften verloren gingen. Der Turmanbau an der Westfassade erfolgte 1897 im Zuge der neogotischen Restaurierung durch Franz Schmoranz d. A.
- Pfarrhaus, im Jahre 2012 wurde es restauriert
- Barocke Statue des hl. Johannes von Nepomuk aus dem 18. Jahrhundert, der hohe Sandsteinsockel stammt von 1852
- Sandsteinkreuz an der Kirche, geschaffen 1852
- Gedenkstein für die Gefallenen des Ersten Weltkrieges, enthüllt 1928
- Stahlfachwerkbrücke über die Elbe, die 1946–1948 im Rahmen des UNRRA-Programms errichtete Bailey-Brücke ist ein Technisches Denkmal[4]